# Дейвісс (округ, Індіана)
Шаблон:StateAbbr_ 38°42′ пн. ш. 87°05′ зх. д. / 38.7° пн. ш. 87.08° зх. д.
Округ  Дейвісс (англ. Daviess County) — округ (графство) у штаті  Індіана, США. Ідентифікатор округу 18027.

## Історія
Округ утворений 1816 року.

## Демографія
За даними перепису 
2000 року 
загальне населення округу становило 29820 осіб, зокрема міського населення було 12233, а сільського — 17587.
Серед мешканців округу чоловіків було 14705, а жінок — 15115. В окрузі було 10894 домогосподарства, 7823 родин, які мешкали в 11898 будинках.
Середній розмір родини становив 3,24.
Віковий розподіл населення поданий у таблиці:
| Стать    | До 15 років | 15-21 | 22-29 | 30-39 | 40-49 | 50-65 | 65-85 | Понад 85 |
| -------- | ----------- | ----- | ----- | ----- | ----- | ----- | ----- | -------- |
| Чоловіки | 3685        | 1663  | 1386  | 2001  | 2072  | 2138  | 1594  | 166      |
| Жінки    | 3469        | 1371  | 1379  | 1919  | 2062  | 2317  | 2204  | 394      |

## Суміжні округи
- Ґрін — північ
- Мартін — схід
- Дюбойс — південний схід
- Пайк — південний захід
- Нокс — захід

## Виноски
1. ↑  U.S. Decennial Census. United States Census Bureau. Архів оригіналу за 26 квітня 2015. Процитовано 10 липня 2014.
2. ↑  Historical Census Browser. University of Virginia Library. Архів оригіналу за 16 серпня 2012. Процитовано 10 липня 2014.
3. ↑  Population of Counties by Decennial Census: 1900 to 1990. United States Census Bureau. Архів оригіналу за 4 жовтня 2014. Процитовано 10 липня 2014.
4. ↑  Census 2000 PHC-T-4. Ranking Tables for Counties: 1990 and 2000 (PDF). United States Census Bureau. Архів оригіналу (PDF) за 18 грудня 2014. Процитовано 10 липня 2014.
5. ↑  Daviess County QuickFacts. Бюро перепису населення США. Архів оригіналу за 7 червня 2011. Процитовано 17 вересня 2011.(англ.) Наведено за англійською вікіпедією.
6. ↑  American FactFinder. Бюро перепису населення США. Архів оригіналу за 21 травня 2008. Процитовано 31 січня 2008.

| США | Це незавершена стаття з географії США. Ви можете допомогти проєкту, виправивши або дописавши її. |